# 獒樹站
獒樹站（：／ Osu yeok */?）是位于韩国全罗北道任实郡獒樹面的一个车站，属于全罗线。

## 历史
- 1931年10月1日 - 落成使用。

## 相鄰車站
韓國鐵道公社
全羅線
鳳泉－獒樹－書道